# Sebastian von Rostock

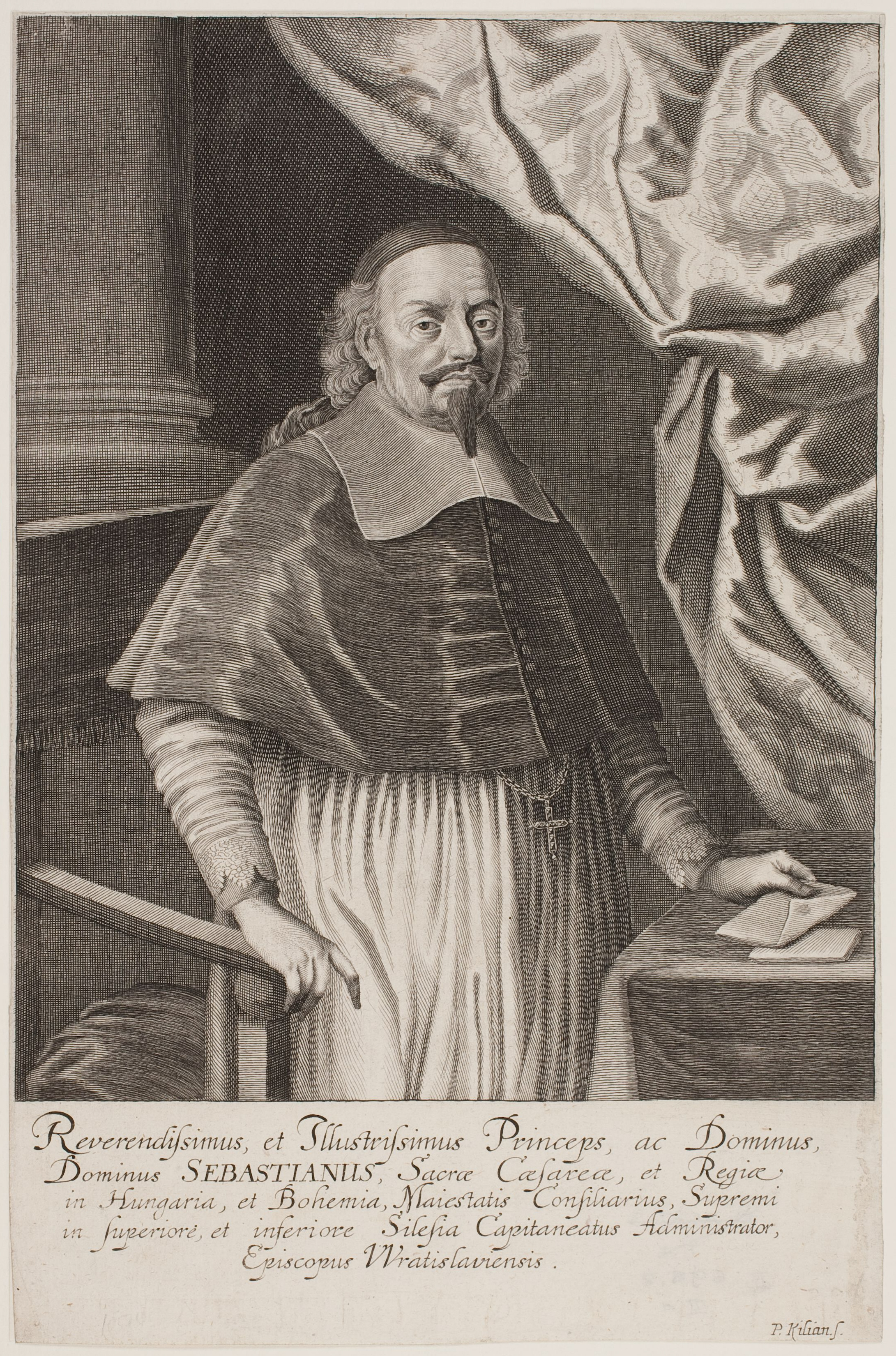
Sebastian von Rostock

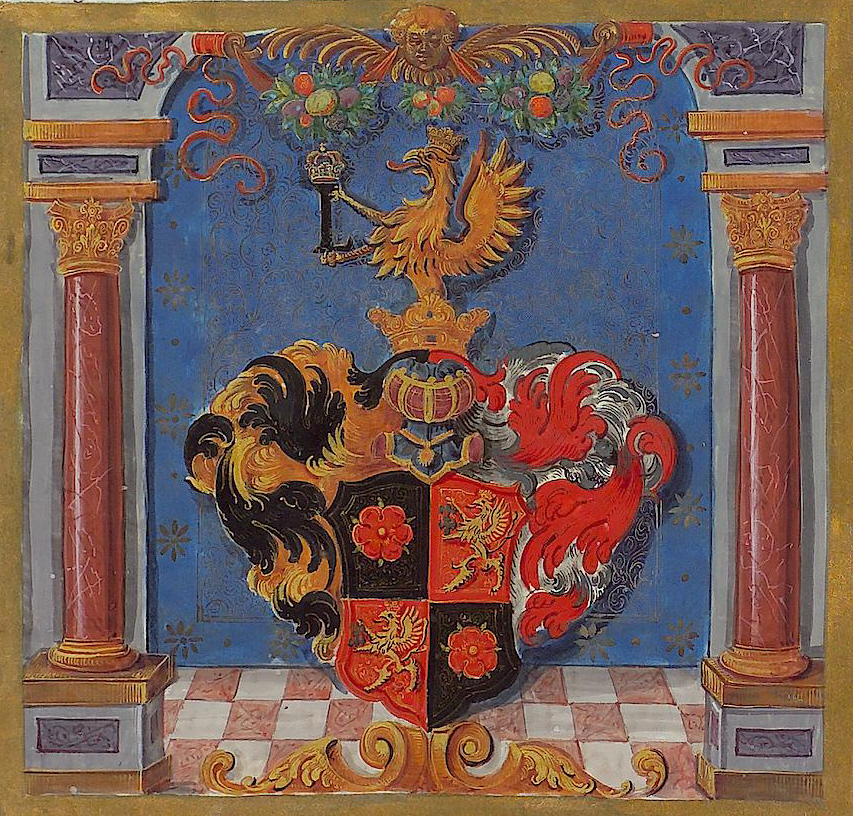
Wappen des Sebastian von Rostock aus einem Adelsbrief von 1668

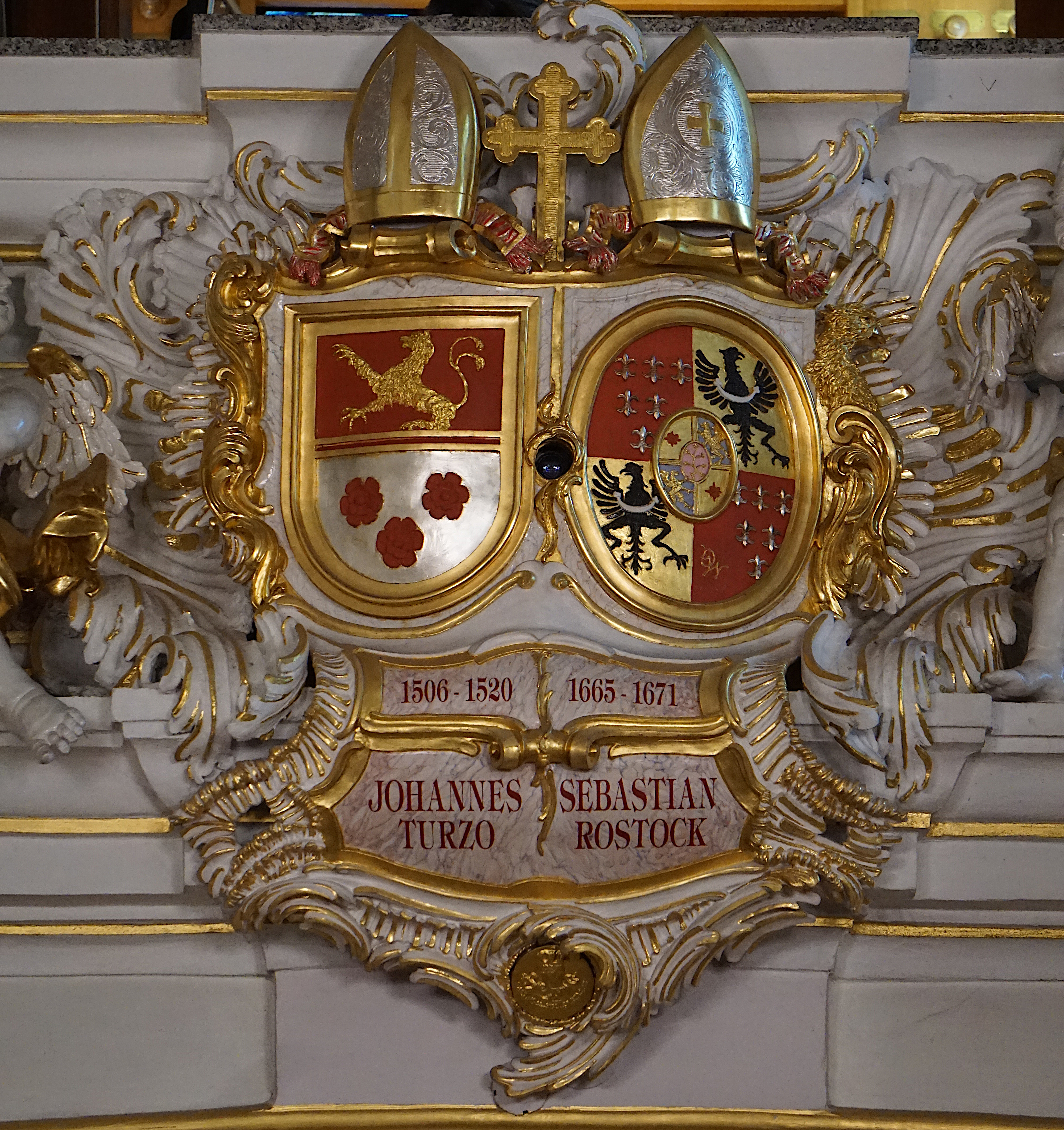
Wappen zweier Breslauer Bischöfe an der Brüstung der Orgelempore der Basilika auf dem Annaberg in Oberschlesien

Sebastian von Rostock (* 24. August 1607 in Grottkau; † 9. Juni 1671 in Breslau) war von 1665 bis 1671 Fürstbischof von Breslau.

## Herkunft und Werdegang
Der Sohn eines Grottkauer Handwerkers besuchte das Gymnasium in Neisse und studierte ab 1627 Philosophie und Theologie an der Jesuiten-Universität in Olmütz. Im Jahr seiner Priesterweihe wurde er 1633 Kaplan und 1635 Pfarrer an der Neisser Pfarrkirche. 1636 erfolgte die Promotion zum Dr. theol., 1641 wurde er Breslauer Kanoniker. Wegen seiner Verdienste im Dreißigjährigen Krieg erhob ihn Kaiser Ferdinand in den Adelsstand. 1649 wurde er Archidiakon und Domprediger der Breslauer Kathedrale. 1663 erfolgte die Ernennung zum Koadjutor und zum Generalvikar des minderjährigen Breslauer Bischofs Karl Joseph von Österreich.

### Fürstbischof von Breslau
Nach dem Tod des Bischofs Karl Joseph von Österreich wählte das Breslauer Domkapitel am 21. April 1664 Sebastian von Rostock zu dessen Nachfolger. Die Bischofsweihe erfolgte am 12. April 1665.
Nachdem 1664 der Oberlandeshauptmann Herzog Georg III. von Brieg und Liegnitz starb, ernannte der Kaiser den neu gewählten Bischof Sebastian von Rostock zum Oberlandeshauptmann von Schlesien. Damit wurde die 1608 auf Druck der schlesischen Fürsten und Stände gelöste Verbindung zwischen der Breslauer Bischofswürde und der Oberlandeshauptmannschaft wiederhergestellt.
Schon als Generalvikar war Sebastian von Rostock ein eifriger Verfechter der Gegenreformation, der versuchte, die protestantische Bevölkerung für den Katholizismus zu gewinnen.
Nach seinem Tod wurde er im Breslauer Dom bestattet. Ein Grabmal wurde auch für die Neisser Pfarrkirche geschaffen.